# Zvolenovice
Zvolenovice (en allemand : Zwollenowitz) est une commune du district de Jihlava, dans la région de Vysočina, en République tchèque. Sa population s'élevait à 83 haitants en 2024.

## Géographie
Zvolenovice se trouve à 5 km au sud-est de Telč, à 29 km au sud-sud-ouest de Jihlava et à 128 km au sud-est de Prague.
La commune est limitée par Dyjice au nord, par Vystrčenovice à l'est, par Dolní Vilímeč et Strachoňovice au sud, et par Radkov à l'ouest.

## Histoire
La première mention écrite de la localité date de 1366.